# 奥嘉·雪拉
奥嘉·雪拉（Olga Sherer；1987年7月29日—），白俄羅斯超級名模。她是高級時裝品牌：Lanvin、Ralph Lauren、Marc Jacobs的代言人。奥嘉上過Dansk及Vogue Portgual等雜誌封面或內頁，也有參與Christian Dior、Louis Vuitton、Gucci等著名時裝及奢侈品的時裝展。